# Забелин, Вячеслав Юрьевич
Вик (Вячеслав Юрьевич Забелин) (29 октября 1953, Монголия – 16 февраля 2016, Санкт-Петербург) — советский и российский художник-нонконформист и поэт.

## Биография и творчество
Яркий представитель питерского андеграунда 1970-х годов. Родился в Монголии на станции Вал Чингиз Хана под горой, где, по преданию, похоронен Чингисхан. Рисовать начал с детства. В 1971—1974 годах учился в Ленинградском училище им. В. А. Серова. Работал реставратором в музее Петергофа, оформителем, художником-бутафором в ленинградских театрах (Александринском и театре кукол Деммени).
С начала 1970-х годов начинается его активная выставочная деятельность в России и за рубежом. Один из основателей арт-группы «Алипий», созданной при духовном окормлении архимандрита Алипия.
Принимает участие в создании ТЭИИ (Товарищество экспериментального изобразительного искусства), его произведения экспонируются на всех выставках этого арт-объединения. С 1980-х годов Вик помогает организовывать первые питерские галереи: «Анна», «Арт-коллегия», «Ариадна».
Член Международного товарищества «Свободная культура», Санкт-Петербургского творческого Союза художников и Ассоциации русских художников Парижа; автор идеи и координатор международных художественно-литературных проектов «Сборник», «Мера всех вещей», «Палитра созвучий».
Зограф. Иконы и расписанные пасхальные яйца работы Вика находятся в собраниях патриарха Алексия II, митрополита Новгородского Льва, Спасо-Преображенского собора Санкт-Петербурга, Троице-Сергиевой Лавры, Санкт-Петербургской духовной академии.
Автор эмблемы 3-й Международной конференции «Актуальные проблемы теории и истории искусства».
Похоронен на Смоленском кладбище в Петербурге.

## Особенности стиля
Вик как художник нашего города сложен в своих корнях и источниках. Он органично соединяет обращение к западным традициям с исконно русскими приемами. Его работы обращены к зрителю-интеллектуалу, разбирающемуся в истории изобразительного искусства и умеющему наслаждаться фактурой живописи. В работе с цветом, с формой нарочито узнаваем диалог с Матиссом, Модильяни, Руссо, Пикассо, Дельво. Мастер использует народные традиции, питающиеся из русла национальной школы живописи, опирающиеся на аналитические методы таких художников, как Филонов, Малевич, Кандинский, Шагал. В изобразительном языке Вика звучат и находки реалистической школы, и постулаты наивного искусства, сложная система иконной перспективы, лубочные картинки, в композициях часто используются принципы орнаментального искусства.
 Несмотря на то что живопись максимально насыщена ссылками на самые разные пласты изобразительного искусства, картины ясно читаемы. В общении со зрителем Вик обращается к детскому опыту восприятия, искреннему и непосредственному, живому чувству прекрасного и истинного, которое есть в каждом.

## Избранные персональные выставки
Прижизненные
- 1982 — Вик. Живопись, графика. Крымская астрофизическая обсерватория.
- 1991—1993 — Вик. Живопись. Серия персональных выставок в рамках международного арт-проекта «Современные художники мира -Солидарности». Гданьск-Сопот-Варшава-Берлин.
- 1993 — Вик. Живопись, графика, икона. Государственный музей истории Санкт-Петербурга. Особняк Румянцева.
- 1995 — Вик. Живопись. Международный пресс-центр на Гороховой.
- 2001 — Вик. Живопись. Чесменский дворец. Выставочные залы церкви Иоанна Крестителя.
- 2002 — Вик. «В поисках Грааля». Живопись. Музей нонконформистского искусства.
- 2002 — Вик. «Рядом». Живопись. Научно-исследовательский музей Российской Академии художеств. Музей — квартира И. Бродского.
- 2003 — Вик. «Кресты как окна». Живопись. Выставочные залы Союза художников России (IFA).
- 2004—2006 Вик. Живопись. Экспозиционные залы Карлайн. Санкт-Петербург, Москва, Берлин
- 2006 — Вик. Живопись. Центр искусств им. С. Дягилева.
- 2006 — Вик. «Из России- с любовью». Графика. Международный центр графики и гравюры. Лиссабон.
- 2007 — Вик. «Двенадцать». Живопись. В рамках арт-фестиваля к 145-летнему юбилею консерватории. Государственная консерватория им. Римского-Корсакова.
- 2008 — Вик. «Невероятно. Но очевидно». Живопись. Научно-исследовательский музей Академии Художеств.
- 2009 — Вик. Живопись. Международный арт-центр «Пушкинская-10», Галерея «Арт-Лига».
- 2012 — ВИК. «Живопись. Фрагменты». Музей-квартира Бродского, Санкт-Петербург.
- 2013 — Вик. «Окна лабиринта». Голубой зал. НИМ РАХ. Санкт-Петербург.
- 2013 — Вик. «Знакомые фрагменты». Научно-исследовательский музей Академии художеств. Музей-квартира И.Бродского.
- 2013 — Знаки неба. Литературно-мемориальный музей Ф. М. Достоевского, Санкт-Петербург.
- 2014 — Вик. Петербургские знамения. Живопись, графика. Научно-культурный Центр Дома-музея Ф. М. Достоевского в Старой Руссе.
- 2014 — ВИК. «Формула Петербурга». Живопись. Посвящается столетию со дня рождения архимандрита Алипия (Воронова) и сорокалетию возникновения художественного объединения — группы «Алипий». Государственный историко-архитектурный и природно-ландшафтный музей-заповедник «Изборск».
- 2015 — Вик. Бегство в Петербург. Нижегородский государственный выставочный комплекс. Нижний Новгород.
- 2015 — Вик. Цвет Света. Культурный центр «София». Резиденция митрополита Финляндии. Хельсинки. Финляндия.
- 2016 — Вик. Бегство в Петербург. Музей-усадьба Н. А. Римского-Корсакова в деревне Вечаша, Псковской обл.

Посмертные
- 2016 — Бегство в Петербург. Выставка работ Вика. Живопись. Особняк Румянцева. ГМИСПб.
- 2016 — Вик. Графика. Территория отражения. Литературно-мемориальный музей Ф. М. Достоевского в Санкт-Петербурге.
- 2017 — Вик. Живописные фантасмагории. Музей Анны Ахматовой в Фонтанном доме. Санкт-Петербург.
- 2017 — Вик. Играя в жизнь мерцающей свечой, по исповеди томно причаститься… . Розовый павильон. Государственный музей-заповедник. Павловск.
- 2017 — Вик. «ЛАЗУРЬ И КИНОВАРЬ» Живопись, графика (с 70-х по 2015 гг.). Выставочный центр «Эрмитаж-Выборг»
- 2017 — Вик. Живопись. «Скрывшись от Луны». Музей И. Е. Репина «Пенаты» НИМ РАХ.
- 2022-23 — Вик. Новый день. Лодейнопольский историко-краеведческий музей.
- 2022-23 — Вик. Отрифмованные дни[6]. Музей современных искусств им. С. П. Дягилева СПбГУ.
- 2023 — Вик. Бегство в Петербург. Выставка живописи. Музей романа «Братья Карамазовы» в Старой Руссе.
- 2023 — Вик. Плач паломника. Выставка: живопись, графика. Библиотека А.Аалто, Выборг.
- 2023 — Вик. Осеннее озарение. Жодинский краеведческий музей. Городской вставочный зал, г. Жодино; Библиотека им. И. Х. Колодеева , г. Борисов, Беларусь.
- 2023 — Вик. Прошлое и настоящее. Художественная галерея им. Б. В. Аракчеева, г. Крупки, Беларусь.

## Музейные хранения
- Государственный Русский музей, Санкт-Петербург
- Государственная Третьяковская галерея, Москва
- Музей современных искусств им.С.П.Дягилева СПбГУ, Санкт-Петербург
- Государственный музей истории Санкт-Петербурга, Санкт-Петербург
- Государственный историко-архитектурный и природный заповедник «Изборск»
- Воронежский областной художественный музей им. И. Н. Крамского
- Литературно-мемориальный музей Ф. М. Достоевского, Санкт-Петербург
- Новгородский государственный объединённый музей-заповедник
- Вологодская областная картинная галерея
- Музей искусства Санкт-Петербурга XX-XXI веков
- Музей Нонконформистского Искусства, Санкт-Петербург
- Мурманский областной художественный музей

Работы Вика, включенные в ГОСУДАРСТВЕННЫЙ КАТАЛОГ МУЗЕЙНОГО ФОНДА РОССИЙСКОЙ ФЕДЕРАЦИИ